# Distretto di Jiangzhou
Il distretto di Jiangzhou (江州区S, Jiāngzhōu QūP) è un distretto della Cina, situato nella regione autonoma di Guangxi e amministrato dalla prefettura di Chongzuo.